# Alfaprodin
Alfaprodin, summaformel C16H23NO2 (handelsnamn Prisilidin och Nisentil), är ett smärtstillande preparat som tillhör gruppen opioider utvecklat i Tyskland i slutet av 1940-talet. 
Alfaprodin är narkotikaklassat och ingår i förteckning N I i 1961 års allmänna narkotikakonvention, samt i förteckning II i Sverige.
Det finns två isomerer av transformen av prodin, alfaprodin och betaprodin. Båda uppvisar optisk isomerism och alfaprodin och betaprodin är racemates. Alfaprodin är nära besläktat med desomorfin i sterisk konfiguration. Cisformen har också aktiva isomerer men ingen används i medicin. Betaprodin är omkring fem gånger mer potent än alfaprodin, men metaboliseras snabbare, och endast alfaprodin utvecklades för medicinskt bruk. Den har liknande aktivitet som petidin, men med en snabbare verkan och kortare varaktighet. Betaprodin producerar mer eufori och biverkningar än alfaprodin vid alla dosnivåer, och det konstaterades att 5 till 10 mg betaprodin motsvarar 25 till 40 mg alfaprodin.
Tester på råttor visade att alfaprodin har 97 procent av styrkan av morfin via injektion och 140 procent av styrkan av metadon oralt. Betaprodin var 5,5 gånger så stark som morfin SC, och den laevorotariska cisisomeren var 3,5 gånger så stark, och den dextrorotära cisisomeren var 7,9 gånger så stark. Betaprodin oralt var 4,2 gånger så stark som metadon, och cisformen var 390 procent för laevo och 505 procent för dextroisomererna.

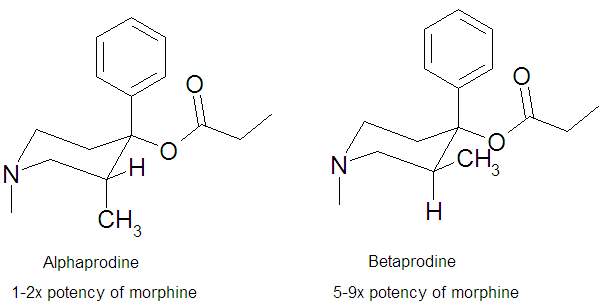
Strukturformel för alfaprodin (vänster) och betaprodin (höger).

Alfaprodin användes främst för smärtlindring vid förlossning och tandvård, samt för mindre kirurgiska ingrepp. Den har en verkningstid på 1 till 2 timmar och 40 till 60 mg är lika med 10 mg morfin via injektion.
Prodine har liknande effekter som andra opioider och producerar analgesi, sedering och eufori. Bland biverkningar kan förekomma klåda, illamående och potentiellt allvarlig andningsdepression som kan vara livshotande. Andningsdepression kan vara ett problem med alfaprodin även vid normala terapeutiska doser.